# Star Wars: Clone Wars (telessérie de 2003)

Imagem da franquia Star Wars, que tem relação a série Star Wars: Clone Wars.

Star Wars: Clone Wars (bra: Star Wars: Guerras Clônicas; prt: Star Wars: Clone Wars) é uma série de desenho animado estadunidense produzida pelo Cartoon Network Studios em parceria com a Lucasfilm e exibida pelo Cartoon Network entre 2003 e 2005. Foi concebida por Genndy Tartakovsky, criador de Samurai Jack, a pedido de George Lucas. Cronologicamente, os eventos da série situam-se entre os Episódios II e III.
A série foi transmitida entre 2003 e 2005 no Cartoon Network durante três temporadas, constituídas por 25 episódios no total, e foi a primeira série de televisão de Star Wars desde Ewoks (1985-1986). As duas primeiras temporadas de Clone Wars, lançadas em DVD como "Volume Um", foram produzidas em episódios com duração de dois a três minutos cada, enquanto a terceira temporada consistiu em cinco episódios de 12 minutos compreendendo o "Volume Dois". Desde o seu lançamento, a série foi aclamada pela crítica e ganhou vários prémios, incluindo o Primetime Emmy Award de Melhor Programa de Animação.
O seu sucesso levou George Lucas a desenvolver a série de animação CGI Star Wars: The Clone Wars.
Depois da The Walt Disney Company ter adquirido a Lucasfilm em 2012, e por conseguinte os direitos da franquia Star Wars, a série animada foi declarada como não-canónica e colocada sob a marca Star Wars Legends, embora elementos da série tenham sido referenciados em obras canónicas.

## Episódios

### 1ª Temporada (2003)
| Capítulo | Descrição | Data                 |
| -------- | --- | -------------------- |
| 1        | A Guerra dos Clones espalha-se pela galáxia como fogo. O Chanceler Supremo Palpatine recruta os Jedi, Obi-Wan Kenobi e Anakin Skywalker, para liderar um ataque em Muunilinst, uma fortaleza Separatista do Clã Bancário. Enquanto os Jedi se preparam para liderar o Exército da República para esta nova frente de batalha, Anakin deve despedir-se do seu amor secreto, Padmé Amidala. Obi-Wan e Anakin preparam-se para liderar o ataque em Muunilinst.         | 7 de novembro, 2003  |
| 2        | A frota da República, liderada por Anakin Skywalker e Obi-Wan Kenobi, encontra resistência quando entra em órbita do planeta Muunilinst. As naves de ataque da República conseguem aterrar no planeta, onde encontram o Exército Dróide dos Separatistas. Soldados ARC (Advanced Recon Commandos), as tropas de elite do Exército da República, são enviados com uma missão especial dentro da cidade, mas a nave dos mesmos é abatida para lá das linhas inimigas. | 10 de novembro, 2003 |
| 3        | No planeta Muunilinst, os soldados de elite ARC, isolados do seu destino original, devem deslocar-se até ao centro de comando inimigo. Pelo caminho, devem enfrentar o Exército Dróide numa difícil batalha em zona urbana. | 11 de novembro, 2003 |
| 4        | O líder Separatista San Hill entra em pânico com o avançar do Exército da República. Mas o Conde Dooku enviou um poderoso novo inimigo, Durge, a Muunilinst. O perverso caçador de prémios lidera um grupo de dróides mercenário para o coração das forças da República. O Exército da República enfrenta agora um maior desafio jamais imaginado contra este tenaz vilão e as suas forças.                                                                         | 12 de novembro, 2003 |
| 5        | No planeta aquático Mon Cala, o Jedi Kit Fisto lidera um ataque contra as forças Separatistas. Ele comanda um esquadrão de soldados clone anfíbios para a ofensiva submarina contra um esquadrão aquático do Exército Dróide. | 13 de novembro, 2003 |
| 6        | O Conde Dooku procura um novo aliado com o poder de derrotar os Jedi. No planeta Rattatak, ele encontra uma lutadora misteriosa que domina todos os seus oponentes na arena de combate. Ela apresenta-se como Asajj Ventress, uma guerreira Sith. | 14 de novembro, 2003 |
| 7        | Após condenar as afirmações dela sobre ser uma Sith, Dooku desafia Asajj em combate e derrota-a. Mas ele fica tão impressionado com as capacidades dela que lhe dá uma missão importante - assassinar Anakin Skywalker. | 17 de novembro, 2003 |
| 8        | De volta a Muunilinst, Obi-Wan lidera uma equipa de Soldados Piqueiro, soldados clone especializados montados em motas speeder. Durge e os seus mercenários demonstram ser um forte desafio para Obi-Wan e o seu exército. Entretanto, os soldados ARC penetram o centro de comando inimigo noutra parte do planeta. | 18 de novembro, 2003 |
| 9        | Obi-Wan continua o seu ataque no centro de comando Separatista em Muunilinst. O general Jedi e o seu Exército de Clones leva a batalha directamente a San Hill e ao Exército Dróide Separatista. | 19 de novembro, 2003 |
| 10       | Anakin Skywalker lidera o Exército de Clones numa feroz batalha espacial quando uma nave misteriosa o confronta. Quando o piloto, a misteriosa Asajj Ventress, salta para o hiperespaço, o impetuoso jovem Jedi segue-a, ignorando as ordens de Obi-Wan. | 20 de novembro, 2003 |

### 2ª Temporada (2004)
| Capítulo | Descrição | Data              |
| -------- | --- | ----------------- |
| 11       | Anakin continua a sua perseguição da assassina Asajj Ventress, desobedecendo às ordens vigorosas de Obi-Wan para não o fazer. Durante uma uma intensa luta espacial, Anakin localiza-a através do hiperespaço até Yavin 4. Obi-Wan Kenobi, que actua como General do Exército da República, envia um pelotão de soldados ARC para apoiar o seu Padawan.                | 26 de março, 2004 |
| 12       | O Jedi Mace Windu lidera as suas tropas numa intensa batalha nas planícies de Dantooine. As forças Separatistas combatem a ofensiva com um enorme tanque sísmico, devastando os soldados clone. Mace Windu encontra-se sozinho e cercado pelo massivo Exército Dróide -- sem o seu sabre de luz.                                                                       | 29 de março, 2004 |
| 13       | Mace Windu continua sozinho o combate contra os dróides Separatistas. Enfrentando um ataque opressor do inimigo, o Mestre Jedi desarmado deve depender na Força à medida que procura combater o tanque sísmico. | 30 de março, 2004 |
| 14       | No planeta gelado de Ilum, dróides camaleão estão a plantar explosivos nas sagradas cavernas dos Jedi, a fonte dos cristais que fornecem energia a cada um dos seus sabres de luz. As Jedi Luminara Unduli e Barriss Offee entram numa batalha feroz para proteger este local importante.                                                                              | 31 de março, 2004 |
| 15       | O Capitão Typho, chefe de segurança de Padmé, acredita que ir a Ilum é demasiado perigoso. Ele tenta convencer Yoda a não ir, mas o idoso Mestre Jedi está decidido a salvar Luminara Unduli e Barriss Offee. Assim que a nave aterra em Ilum, Yoda dirige-se para a neve, sozinho. Para entrar na caverna sagrada, primeiro ele deve derrotar um batalhão de dróides. | 1 de abril, 2004  |
| 16       | Padmé está preocupada com Yoda, e ela não é alguém de ficar quieta num lugar conforme pedido. Ela deixa a segurança da nave e dirige-se para o frio com C-3PO e R2-D2 para o encontrar. Assim que se aproximam da caverna, devem enfrentar soldados dróide invisíveis.                                                                                                 | 2 de abril, 2004  |
| 17       | Em Yavin 4, Anakin localizou a sua possível assassina, Asajj Ventress. Agora ele deve encontrá-la nas selvas da lua verdejante antes que a batalha entre estes dois guerreiros exímios possa realmente começar. | 5 de abril, 2004  |
| 18       | Anakin e Asajj continuam o seu duelo individual em Yavin 4. Ventress, uma lutadora perita que batalha com dois sabres de luz ao mesmo tempo, prova ser uma inimiga formidável para o jovem Jedi. | 6 de abril, 2004  |
| 19       | A batalha entre Asajj e Anakin torna-se mais intensa. Anakin, cheio de raiva, ataca o seu adversário sem misericórdia. Ainda assim, ela é uma lutadora astuta com alguns truques próprios. | 7 de abril, 2004  |
| 20       | Uma campanha de sucesso em Muunilinst termina, e Mestre e Padawan reúnem-se. Entretanto, no distante planeta Hypori, um grupo de Cavaleiros Jedi enfrenta um misterioso e poderoso inimigo, o General Grievous, Comandante Supremo das forças Separatistas. | 8 de abril, 2004  |

### 3ª Temporada (2005)
| Capítulo | Descrição | Data              |
| -------- | --- | ----------------- |
| 21       | No planeta Hypori, dentro dos destroços de uma nave da República, o General Grievous continua a atravessar-se por uma equipa de guerreiros Jedi presa. Cabe a uma unidade de soldados ARC fortemente armada salvá-los. | 21 de março, 2005 |
| 22       | Anakin Skywalker é agora um Cavaleiro Jedi, e o seu eficaz trabalho de equipa com Obi-Wan Kenobi deu-lhes a reputação de heróis sem paralelo na República. Pelas vastas campanhas no Cerco da Orla Exterior, eles conseguiram virar a maré a seu favor contra todas as probabilidades. Mas as forças Separatistas estão a espalhar-se por todo o lado, e capturar o General Grievous tornou-se numa causa prioritária. Com este fim, Skywalker e Kenobi aventuram-se por Nelvaan, um planeta estranho onde Grievous foi supostamente avistado. | 22 de março, 2005 |
| 23       | Uma imensa frota de naves Separatistas invadiu a capital da República, e as ruas de Coruscant encheram-se de forças dróide. Os Mestres Jedi Mace Windu, Yoda e Saesee Tiin lideram uma ofensiva para defender o planeta metrópole. Entretanto, em Nelvaan, Anakin Skywalker inicia-se num ritual antigo tão desafiante como qualquer prova Jedi. | 23 de março, 2005 |
| 24       | O General Grievous e os seus implacáveis MagnaGuards furaram o coração da República para raptar o adorado Chanceler Palpatine. Shaak Ti lidera os Jedi na defesa do Chanceler desta ameaça imparável. Entretanto, nas profundezas da superfície de Nelvaan, Anakin tem uma visão perturbadora do seu futuro assim como também descobre uma maléfica conspiração Separatista. | 24 de março, 2005 |
| 25       | Anakin Skywalker descobriu um terrível segredo no interior de Nelvaan -- um laboratório da Confederação está a transformar os nobres guerreiros Nelvaanianos em monstros hediondos. Em Coruscant, os Jedi tentam proteger o Chanceler Palpatine do General Grievous no mais profundo dos abrigos subterrâneos de segurança. | 25 de março, 2005 |

## Exibição lusófona

### Portugal
Em Portugal, a série foi originalmente transmitida pela SIC, tendo estreado no canal a 14 de maio de 2005.
Em junho de 2021, ficou disponível no catálogo português do Disney+.

## Versões lusófonas

### Português europeu

#### Dobragem
A dobragem da série foi realizada nos estúdios da PSB e utilizada apenas pela SIC.

#### Legendagem
No Disney+, a legendagem do primeiro volume contou com a tradução de Isabel Monteiro e a do segundo com a tradução de Ricardo Reis.